# Паук (фильм, 1945)
«Паук» (англ. The Spider) — фильм нуар режиссёра Роберта Д. Уэбба, который вышел на экраны в 1945 году.
В этом фильме частный сыщик Крис Конлон (Ричард Конте) и его партнёрша (Энн Сэвидж) заняты розыском сестры ярмарочного медиума (Фэй Марлоу), которая исчезла несколько лет назад. Когда партнёрша раскрывает загадку, её убивают, и полиция подозревает, что это сделал Крис. Вскоре Криса обнаруживают около ещё одного трупа, после чего полиция уже не сомневается в его виновности. На его счастье, прежде чем попасть в тюрьму, сыщик успевает найти настоящего преступника.
Это ремейк одноимённого триллера 1931 года. Критики дали фильму весьма сдержанные оценки.

## Сюжет
В Новом Орлеане молодая красивая женщина (Фэй Марлоу) быстро идёт по Французскому кварталу, по дороге вспоминая о визите к ней в гримёрную комнату неизвестной женщины, которая сообщила, что у неё есть доказательства того, что её сестра убита. Она заходит в детективное агентство «Конлон и Кейн», выясняя у негра, живущего напротив (Монтан Морленд), что Крис Конлон (Ричард Конте) ушёл в Креольский бар. Женщина приходит в бар, находит Криса, и просит его забрать и принести ей конверт. В ответ Крис просит аванс в размере 50 долларов и пояснить ему, что находится в конверте. Девушка настаивает, что ей неизвестно содержимое конверта, однако настаивает на том, чтобы Крис заехал домой к своей партнёрше по агентству Флоренс Кейн (Энн Сэвидж), забрал у ней конверт и привёз в бар. Крис звонит Флоренс и просит её приехать к нему на квартиру, после чего берёт у девушки бриллиантовую брошь в качестве гонорара для Флоренс. Выяснив, что девушку зовут Джудит Смит и что она остановилась в гостинице «Ройал», Крис выходит из бара, обещая через несколько минут вернуться.
В своей квартире Крис обвиняет Флоренс в том, что она занялась шантажом, однако Флоренс успокаивает его, говоря, что это обычное частное дело. Когда Крис сообщает, что брошь у него и просит отдать конверт, Флоренс заявляет, что он у неё дома. Перед тем, как отправиться за конвертом, Флоренс идёт в соседнюю комнату, чтобы поправить макияж, не замечая, как с балкона за ней наблюдает незнакомец. Он тихо входит в комнату и душит Флоренс, а затем роется в её сумочке. Ничего не найдя, он незаметно исчезает через балкон. Несколько минут спустя в комнату заходит Крис, и, увидев мёртвую Флоренс, снимает трубку, чтобы позвонить в полицию. Затем он меняет своё решение и вызывает негра из квартиры напротив, которого зовут Генри, чтобы тот помог ему перевезти труп Флоренс в её квартиру. Генри безоговорочно доверяет Крису, и соглашается помочь. Вместе они перевозят тело Флоренс и оставляют в её квартире. В этот момент на пороге квартиры появляется соседка и подруга Флоренс по имени Ванда Вэнн (Кара Уильямс), и Крису с Генри приходится бежать через балкон. Увидев труп, Ванда кричит и вызывает полицию.
Вернувшись в свой офис, Крис звонит в Креольский бар, выясняя, что Джудит, не дождавшись его, ушла 10 минут назад. Крис звонит в гостиницу «Ройал», однако там ему сообщают, что никто там не регистрировался под именем Джудит Смит. В этот момент в офисе Криса появляются копы во главе с детективом, лейтенантом Каслом (Уолтер Сэнд), требуя его показать руки. Увидев на руке Криса царапину, Касл сообщает ему об убийстве Флоренс. Он говорит, что убийца, убегая по балкону, поцарапал руку примерно так же, как она поцарапана у Криса, после чего уводит Криса для допроса в участок. Во время допроса выясняется, что Крис и Касл раньше вместе служили в полиции. Касл приглашает Ванду Вэнн для опознания Криса, однако та отрицает, что видела его этим вечером. Ванда лишь упоминает, что Флоренс говорила ей о том, что вечером будет встречаться с Крисом. Отпустив Ванду, лейтенант Касл излагает свою версию того, как Крис убил Флоренс, однако тот всё отрицает, и Касл вынужден его отпустить.
Когда Крис выходит на улицу, за ним кто-то незаметно идёт следом. По возвращении в офис, Крис видит мужчину (Мартин Кослек), который просит отдать ему конверт, якобы предназначенный для его жены. Когда Крис просит его представиться, мужчина достаёт пистолет, а затем обыскивает Криса. Крис начинает говорить нарочито громко, рассчитывая, что его услышит спящий за стеной Генри. Действительно, проснувшийся Генри через минуту тихо заходит в комнату и бьёт человека тяжёлым предметом по голове, в результате чего тот падает и теряет сознание. Крис быстро находит его документы, выясняя, что его зовут Михаил Барак, он приехал из Румынии, не женат и работает управляющим в Театре Великого Гаронне. Несколько минут спустя Барак приходит в себя и, пока Крис выходит за водой для него, успевает сбежать.
Крис приходит на вечернее представление Театра Великого Гаронне, которое ведёт сам Гаронне (Курт Кройгер) в роли медиума и Джудит, которая сидит на сцене в кресле в костюме паука, озвучивая записки, сделанные людьми из зала. Когда Крис передаёт Гаронне записку с именем и адресом, которые оставила Джудит, та начинает волноваться и убегает со сцены. В гримёрной комнате её находит Крис, которого она спрашивает о конверте. Крис отвечает, что не успел забрать его, так как перед этим Флоренс убили. Джудит сообщает, что её настоящее имя Лайла Нильсен. Крис говорит Лайле, что собирается найти убийцу Флоренс, тем более, что пока он главный подозреваемый. Увидев Криса в театре, Барак решает проследить за ним на улице. Крис замечает слежку и прячется в подворотне, после чего нападает на Барака и избивает его.
Вечером после завершения шоу Лайла приходит к Крису домой. Она говорит, что не знает содержимого конверта. Дело в том, что Флоренс сказала ей лишь то, что у неё есть улика, доказывающая, что сестра Лайлы была убита, и Флоренс готова эту улику продать. Далее Лайла рассказывает следующую историю: когда-то Великим Гаронне был её отец, и она с сестрой провела всё детство в театре. После смерти отца имя Великий Гаронне взял себе Эрнест, который был у отца дублёром. Затем Эрнест женился на сестре Лайлы, которая некоторое время спустя сбежала, оставив Эрнесту записку. Сам Эрнест говорит, что с того момента больше никогда её не видел. Она уехала в Южную Америку, а год спустя они развелись. Долгое время от сестры не было никаких известий, а несколько месяцев назад она прислала телеграмму из Рио-де-Жанейро. По словам Лайлы, сестра прожила в Южной Америке последние четыре года. Далее она рассказывает, что их театр не выступал в Новом Орлеане много лет, потому что Эрнест не хотел этого. Он пытался отменить и эти гастроли, однако Барак не успел своевременно оформить отказ. Барак, по её словам, работает директором театра ещё со времён отца, он же разработал для отца большую часть оборудования. Крис понимает, что кто-то узнал о встрече Лайлы с Флоренс, но это был не Барак. Этот кто-то следил за Крисом в тот день у кафе, а затем следовал за ним до его квартиры. Крис решает проникнуть в квартиру Флоренс, чтобы найти там конверт с уликой.
Крис находит Ванду и уговаривает её отвлечь полицейского, чтобы он мог проникнуть в квартиру Флоренс и обыскать её. После некоторых поисков Крис находит конверт под фотографией в рамке. В конверте находится рекламная карточка о последнем Шоу Великого Гаронне в Новом Орлеане, где в роли женщины-паука выступала сестра Лайлы, а также газетная вырезка с заголовком «Убита!» и фотографией девушки, которая как две капли воды похожа на Лайлу. В этот момент за Крисом кто-то наблюдает с балкона. Неожиданно в квартиру заходит полицейский, однако Крис шантажирует его тем, что если тот доложит о его пребывании начальству, то сам будет наказан, после чего спокойно уходит. После этого в полицейском архиве Крис просит знакомую сотрудницу показать ему дела за 1940 год. Выясняется, что недавно этими же делами интересовалась Флоренс. В частности, её интересовало убийство девушки, которое произошло в гостинице на Канал-стрит. Личность убитой так и не была установлена, а парень, который заселился вместе с ней, исчез той же ночью. Крис находит бывшего детектива, который вёл то дело пятилетней давности. Он рассказывает, что девушка зарегистрировалась в гостинице «Бурбон» под вымышленным именем, и что её задушили. Позднее её тело было захоронено на кладбище для неопознанных лиц. Крис приезжает в гостиницу «Бурбон», где просит владельца гостиницы Анри Дютреля (Жан Дель Валл) показать ему книгу с регистрационными записями. Анри вспоминает, что незнакомец, который заселялся вместе с убитой девушкой, зарегистрировался под именем Эрик Кемпбелл, и показывает ему запись в книге. Дютрель утверждает, что его жена в тот день не работала, а он хорошо запомнил лицо «Кемпбелла». Крис приглашает Анри на Шоу Великого Гаронне этим же вечером, рассчитывая, что тот сможет опознать «Кемпбелла». После ухода Криса Анри начинает собираться на шоу, однако кто-то пробирается в его ванную комнату и душит его. Вскоре жена Анри обнаруживает труп мужа. Прибывшей на вызов полиции она сообщает, что этим вечером Анри собирался пойти вместе с Крисом на шоу Гаронне.
Полицейские приходят к Крису, сообщая, что час назад Анри убили точно таким же образом, как и Флоренс, и в обоих случаях последним, с кем встречались убитые, был Крис. Лейтенант Касл приостанавливает лицензию Криса и препровождает его в полицейский участок. Крис просит вызвать туда также Гаронне, Лайлу и Барака, который вчера угрожал ему оружием. В участке охранявший квартиру Флоренс полицейский подтверждает, что Крис незаконно проникал в квартиру, после чего Касл заявляет, что теперь у него есть основания для задержания Криса за незаконное проникновение. Полиция доставляет трёх человек из Театра Гаронне. Лайла рассказывает Каслу, что на неё в своё время вышла Флоренс, предложившая купить у неё улику, подтверждающую факт убийства её сестры. А Криса она наняла, чтобы он достал эту улику из её квартиры после убийства Флоренс. Лайла утверждает, что расплатилась с ним бриллиантовой брошью, но документов он так ей и не представил. После этого Гаронне называет Криса либо сумасшедшим, либо жуликом самого низкого пошиба, который решил подзаработать, спекулируя на тревогах Лайлы по поводу сестры. Барак утверждает, что действовал в интересах Лайлы, попытавшись заполучить для неё конверт, но ему это не удалось. В участок доставляют Генри, который рассказывает, что они с Крисом не убивали Флоренс, а просто перевезли её тело из одной квартиры в другую. После допроса Касл всех отпускает, а Криса помещает в камеру. На следующее утро Лайла приходит в участок с просьбой разрешить ей внести залог за Криса, чтобы он вышел на свободу. Ей отказывают, поскольку Крис является подозреваемым в убийстве, однако разрешают свидание с ним. Во время встречи он сообщает Лайле, что нашёл конверт с уликой в квартире Флоренс, а также, что знает имя убийцы. Однако, чтобы получить решающую улику, он просит сделать так, чтобы Гаронне написал бы имя «Эрик Кемпбелл», и чтобы она передала сделанную его рукой запись ему. Перед расставанием они целуют друг друга.
Вскоре после завершения последнего шоу в Новом Орлеане Гаронне и Барак пакуют реквизит. В этот момент на полицейской волне передают сообщение о том, что Крис сбежал из-под охраны. Тем временем, Гаронне заходит к Лайле, прося её поторопиться, так как через час они уезжают. Пока она собирается, Лайла просит его заполнить адрес на посылке, которую она собирается послать некому Эрику Кемпбеллу в Нью-Джерси. Лайла переправляет эту посылку Крису, который сравнивает почерк Гаронне с записью в регистрационной книге гостиницы «Бурбон», приходя к заключению, что это писал один и тот же человек, а именно Гаронне, который и является убийцей. Сообщив Лайле о том, что её сестру убил Гаронне, Крис говорит, что затем он убил Флоренс из-за имевшейся у неё улики, а также Детреля, который мог опознать его в театре. После этого Крис звонит Каслу, чтобы тот успел задержать его до отъезда из города. В этот момент в гримёрке Лайлы появляется Гаронне с пистолетом в руке, который угрожает застрелить Криса, заявив полиции, что действовал в порядке самозащиты, когда тот бросился на него. Однако в этот момент появляются копы, и воспользовавшись суматохой, Крис сбивает Гаронне с ног, после чего полицейские арестовывают убийцу. Крис подходит к Лайле и обнимает её. Позднее, когда Лайла приходит в Крису домой, чтобы увидеться с ним, из своей квартиры выходит Генри, замечая, что именно с этого всё и начиналось.

## В ролях
- Ричард Конте — Крис Конлон
- Фэй Марлоу — Делайла «Лайла» Нильсен, она же Джудит Смит
- Курт Кройгер — Эрнест, псевдоним Гаронне
- Дон Харви — Бёрнс
- Мартин Кослек — Михаил Барак
- Мантан Морленд — Генри
- Уолтер Сэнд — детектив, лейтенант Уолтер Касл
- Кара Уильямс — Ванда Вэнн, соседка
- Чарльз Тэннен — детектив Тонти
- Маргарет Брэйтон — Жанна, сотрудник полицейского архива
- Энн Сэвидж — Флоренс Кейн
- Гарри Сеймур — Эд, бармен
- Жан Дель Вал — Анри Дютрель, управляющий гостиницей
- Джеймс Флавин — офицер Джонни Трейси
- Рут Клиффорд — миссис Гиллеспи

## Создатели фильма и исполнители главных ролей
Начиная с 1931 года, Роберт Д. Уэбб работал в кино в качестве ассистента режиссёра, став последним обладателем «Оскара» в этой категории в 1937 году за фильм «В старом Чикаго». Впервые Уэбб попробовал свои силы как режиссёр в 1943—1945 годах, когда поставил три фильма. Однако наибольшего расцвета режиссёрская карьера Уебба достигла в середине 1950-х годов, когда он поставил приключенческий фильм «Коралловый риф» (1953), вестерны «Белое перо» (1955) и «Гордые» (1956), музыкальный фильм с Элвисом Пресли «Люби меня нежно» (1956), а также драму о космонавтах «На пороге космоса» (1956).
«Паук» был первым нуаром в карьере Ричарда Конте, который дебютировал в кино в 1939 году. Всего за свою карьеру Конте сыграл в 20 фильмах нуар, став одним из самых плодотворных актёров в этом жанре. Среди его наиболее памятных его работ — фильмы «Звонить Нортсайд 777» (1948), «Плач большого города» (1948), «Воровское шоссе» (1949), «Дом незнакомцев» (1949) и «Большой ансамбль» (1955).
За свою непродолжительную кинокарьеру, охватившую период с 1945 по 1955 год, Фэй Марлоу успела сыграть в восьми фильмах, наиболее значимыми среди которых были фильм нуар «Хэнговер-сквер» (1945), комедия «Маленькая мисс» (1945) и военная комедия «Свидания с Энни» (1946).
Актёр немецкого происхождения Курт Крюгер начал голливудскую карьеру в 1940 году, сыграв вплоть до 1978 года в 59 фильмах и телесериалах. Среди наиболее заметных его картин — военные фильмы «Сахара» (1943), «Никто не избежит» (1944), «Гостиница „Берлин“» (1945) и «Под нами враг» (1957), а также музыкальная комедия «Только ваш» (1948) и драма «Страх» (1954).

## История создания фильма
Согласно информации киностудии Twentieth Century Fox, пьеса, положенная в основу фильма, была основана на рассказе «Человек с волшебным умом» (англ. The Man with the Miracle Mind) (1921), который написал известный детективный автор Чарльз Фултон Аурслер (англ.  Charles Fulton Oursler) под псевдонимом Самри Финкелл (англ. Samri Finkelle).
В 1931 году пьеса ранее уже была экранизирована Fox Film Corp. также под названием «Паук». Её поставили Уильям Кэмерон Мензис и Кеннет Маккенна, а главные роли сыграли Эдмунд Лоу и Лоис Моран.

## Оценка фильма критикой

### Общая оценка фильма
Современные кинокритики невысоко оценили картину. Так, Леонард Молтин назвал его «скучным римейком триллера 1931 года, действие которого происходит во Французском квартале Нового Орлеана». По мнению современного историка кино Денниса Шварца, «этот вялый и безжизненный фильм нуар категории В» является «слабым римейком одноимённого фильма 1931 года. В нём очень мало саспенса, а сюжет полон зияющих дыр». Спенсер Селби указал лишь, что фильм рассказывает о «частном детективе, которого преследует как полиция, так и таинственный убийца», Артур Лайонс написал, этот фильм, «действие которого происходит во Французском квартале Нового Орлеана, является неважным римейком одноимённого фильма 1931 года и ещё одним подтверждением того факта, что Fox не чувствовал себя уверенно в создании нуаров категории В». По мнению Майкла Кини, это «неинтересный фильм, если не считать краткого появления Энн Сэвидж из „Объезда“ в необычной для фильмов нуар женской роли — а именно в роли частного детектива. Конечно, у неё нет никаких шансов что-либо расследовать, потому что её убивают в течение первых десяти минут. Но важен сам факт».

### Оценка актёрской игры
Деннис Шварц выделил среди актёрского состава Ричарда Конте, «хорошего актёра экшнов, который самим фактом своего присутствия придаёт этой, легковесной для фильма нуар истории немного мощи». Что же касается Мантана Морленда, то «в голливудской расистской традиции тот играет комичную роль с вращающимися глазами и стереотипной негритянской шаркающей походкой». Кини выделяет среди актёров Морленда, который «вносит в фильм афро-американскую комедийную нотку», а также Кослека, который «играет менеджера театра, в котором читают чужие мысли».